# Стритон, Артур
Сэр Артур Эрнест Стритон (англ. Sir Arthur Ernest Streeton, 8 апреля 1867, Маунт-Данид — 1 сентября 1943, Олинда около Мельбурна) — австралийский пейзажист, один из крупнейших представителей Гейдельбергской школы, реалистического течения в австралийской живописи конца XIX века.

## Биография
Родился в семье учителя, четвёртый из семи детей. В 1869 году семья переехала в Квинсклифф, а в 1874 году — в Ричмонд около Мельбурна, где Артур Стритон пошёл в школу. В 1880 году он поступил на работу в контору, занимавшуюся импортом алкогольных напитков. С 1882 по 1887 год он посещал вечерние занятия в школе дизайна при Национальной галерее Виктории, где одним из его учителей был знаменитый художник Фредерик Мак-Каббин. В 1886 году он получил место литографа; в январе 1889 года первое его произведение, чёрно-белая литография «Его первая змея», было опубликовано в журнале «Australasian Sketcher».
Стритон не получил формального образования в живописи. Он учился самостоятельно и начал писать маслом в 1884 году, взяв за образец французскую пленэрную живопись, в частности, Жана-Франсуа Милле и Камиля Коро.
В 1886 году Стритон познакомился с художником Томом Робертсом, и тот пригласил его присоединиться к группе художников, в которую, кроме Робертса, входили Фредерик Мак-Каббин и Луис Абрахамс. Позже, в 1891 году, эти художники стали ядром так называемой гейдельбергской школы живописи, называемой так, потому что они писали свои работы на пленэре около Гейдельберга (англ. Heidelberg), пригорода Мельбурна. В 1888 году Артур Стритон участвовал в выставке Общества художников Виктории и смог продать две картины, что позволило ему часть времени посвятить занятиям живописью. В 1891 году одна из картин Стритона экспонировалась в Королевской Академии художеств в Лондоне, а затем была отмечена на парижском Салоне. В 1890 году другая картина была куплена Национальной художественной галереей Нового Южного Уэльса. После этого Артур Стритон переехал в Сидней, и основной темой его картин стали городские пейзажи. В 1896 году в Мельбурне прошла его первая персональная выставка.
В 1897 году Стритон отправился в Англию, остановившись по дороге на несколько месяцев в Каире и на короткое время в Неаполе. Он поселился в Лондоне, но не имел успеха, сравнимого с австралийским, кроме того, английские пейзажи менее вдохновляли его, чем австралийские. С октября 1906 по октябрь 1907 года он провёл в Австралии, где его новые работы получили достаточное признание, а затем вернулся в Лондон и в январе 1908 года женился на канадской скрипачке Эстер Леоноре Кленч, и пара провела медовый месяц в Венеции. В 1909 году в Мельбурне прошла выставка венецианских картин художника. 20 марта 1911 года родился единственный сын Стритона, Чарльз Людвиг Оливер. В последующие лондонские годы положение Артура Стритона в лондонских художественных кругах существенно улучшилось, он получал довольно много заказов, и его работы выставлялись в Великобритании, Франции и США. Он снова посетил Австралию в 1913—1914 годах.
24 апреля 1915 года художник записался в австралийские медицинские войска и работал там два года. В тех же войсках служил и живший в Великобритании Том Робертс. В 1918 году Стритон был назначен военным художником и направлен во Францию. Картины, которые он написал в этом качестве, также изображают пейзажи, на которых видны следы разрушений. После войны с семьей он снова посетил Австралию, а затем Канаду. В 1923 году семья окончательно переселилась в Австралию, где художник построил коттедж в Олинде, на отрогах гор. В это время он уже рассматривался как один из ведущих национальных художников. Критики часто отмечают, что в больших пейзажных полотнах позднего Стритона недостаёт свежести по сравнению с его ранними пейзажами.
Артур Стритон был дружен с женщиной редкой профессии вообще, а для того времени в частности: горной проводницей, натуралисткой и фотографом Элис Мэнфилд. Известно, что когда её дочери было восемь лет, он, наблюдая за работой юной художницы, дал ей совет всегда на пейзаже первыми рисовать облака.
В 1937 году художник был возведён в рыцарское достоинство. В 1938 году умерла его жена, и он практически прекратил занятия живописью. Артур Стритон умер 1 сентября 1943 года после продолжительной болезни.